# تومي سوتومايور
تومي سوتومايور (بالإنجليزية: Tommy Sotomayor)‏ هو مقدم برامج إذاعية وصحفي ويوتيوبي أمريكي، (ولد في الولايات المتحدة 1975  م).

## وصلات خارجية
- الموقع الرسمي
- تومي سوتومايور على موقع IMDb (الإنجليزية)